# Василий Рац
Василий Рац (на украински: Василь Рац; на руски: Василий Рац) е съветски и украински футболист и треньор. Почетен майстор на спорта на СССР (1986). Носител на Орден за заслуги ІІІ степен (2016).

## Кариера
В Динамо Киев преминава през 1981 г. Той прекара една година като резерва, а през 1982 г. дебютира в Москва в мач срещу Динамо, прекарва 90 минути на игрището. Рац призна по-късно, че ако не е играл и през този сезон, той щял да премине в Спартак Москва. Там вече има споразумение с Константин Бесков за трансфера, но Валерий Лобановски успява да разбере това и да предупреди играча.
В началото на 1989 г. заминава за Испания, където играе 10 мача за Еспаньол (договорът е за 3 месеца). В края на сезона, отборът изпада от Примера дивисион и Рац се връща в Киев.
В края на 1990 г. решава да напусне отбора, за да тренира самостоятелно и да си спечели достоен договор със Западноевропейски клуб.
За националния отбор на СССР има 47 мача и 4 гола. В отбора дебютира в края на 1985 г., а последният му мач е на Мондиал 1990.
През 2007 г. получава лиценз за треньор Pro в Киев и работи като асистент на Йожеф Сабо в Динамо Киев.
На 14 юни 2011 г. е назначен за старши треньор на младежкия отбор на Оболон Киев. От 31 октомври до 26 ноември 2011 г. е действащ старши треньор на Оболон. Според него „е принуден да напусне Оболон, поради здравословни проблеми“, след което отива в Унгария за лечение.
Поддръжник на бойкота на украинския национален отбор на Световното първенство през 2018 г. в Русия.

## Отличия

### Отборни
Динамо Киев
- Съветска Висша лига: 1985, 1986, 1990
- Купа на СССР по футбол: 1982, 1987, 1990
- Суперкупа на СССР по футбол: 1986, 1987
- Купа на носителите на купи: 1986